# Kuurne-Bruxelles-Kuurne 2018
La Kuurne-Bruxelles-Kuurne 2018, settantunesima edizione della corsa, valevole come evento dell'UCI Europe Tour 2018 categoria 1.HC, si svolse il 25 febbraio 2018 su un percorso di 200,1 km, con partenza e arrivo a Kuurne, in Belgio. La vittoria fu appannaggio dell'olandese Dylan Groenewegen, che completò il percorso in 4h51'41" alla media di 41,141 km/h, precedendo il francese Arnaud Démare e l'italiano Sonny Colbrelli.
Al traguardo di Kuurne furono 91 i ciclisti, dei 174 alla partenza, che portarono a termine la competizione.

## Squadre e corridori partecipanti
| N.      | Cod. | Squadra                        |
| ------- | ---- | ------------------------------ |
| 1-7     | TFS  | Trek-Segafredo                 |
| 11-17   | SKY  | Team Sky                       |
| 21-27   | LTS  | Lotto Soudal                   |
| 31-37   | TKA  | Team Katusha Alpecin           |
| 41-47   | QST  | Quick-Step Floors              |
| 51-57   | BOH  | Bora-Hansgrohe                 |
| 61-67   | FDJ  | FDJ                            |
| 71-77   | MTS  | Mitchelton-Scott               |
| 81-87   | BMC  | BMC Racing Team                |
| 91-97   | ALM  | AG2R La Mondiale               |
| 101-107 | TLJ  | Team Lotto NL-Jumbo            |
| 111-117 | EFD  | Team EF Education First-Drapac |
| 121-127 | TBM  | Bahrain-Merida                 |

| N.      | Cod. | Squadra                      |
| ------- | ---- | ---------------------------- |
| 131-137 | AST  | Astana Pro Team              |
| 141-147 | UAD  | UAE Team Emirates            |
| 151-157 | DDD  | Team Dimension Data          |
| 161-167 | FST  | Team Fortuneo-Samsic         |
| 171-177 | SVB  | Sport Vlaanderen-Baloise     |
| 181-187 | COF  | Cofidis                      |
| 191-197 | DEN  | Direct Énergie               |
| 201-207 | ICA  | Israel Cycling Academy       |
| 211-217 | RNL  | Roompot-Nederlandse Loterij  |
| 221-227 | WGG  | Wanty-Groupe Gobert          |
| 231-237 | WVA  | WB Aqua Protect Veranclassic |
| 241-247 | VWC  | Veranda's Willems-Crelan     |

## Ordine d'arrivo (Top 10)
| Pos. | Corridore         | Squadra      | Tempo    |
| ---- | ----------------- | ------------ | -------- |
| 1    | Dylan Groenewegen | Lotto NL     | 4h51'41" |
| 2    | Arnaud Démare     | FDJ          | s.t.     |
| 3    | Sonny Colbrelli   | Bahrain-Mer. | s.t.     |
| 4    | Pim Ligthart      | Roompot      | s.t.     |
| 5    | Justin Jules      | WB Veran.    | s.t.     |
| 6    | Jempy Drucker     | BMC          | s.t.     |
| 7    | Guillaume Boivin  | Israel       | s.t.     |
| 8    | Łukasz Wiśniowski | Sky          | s.t.     |
| 9    | Julien Vermote    | Dimension    | s.t.     |
| 10   | Timothy Dupont    | Wanty        | s.t.     |